# Goethegymnasium Hildesheim
Das Goethegymnasium Hildesheim (GGH) ist ein staatliches Gymnasium und offene Ganztagsschule in der Trägerschaft der Stadt Hildesheim.

## Geschichte

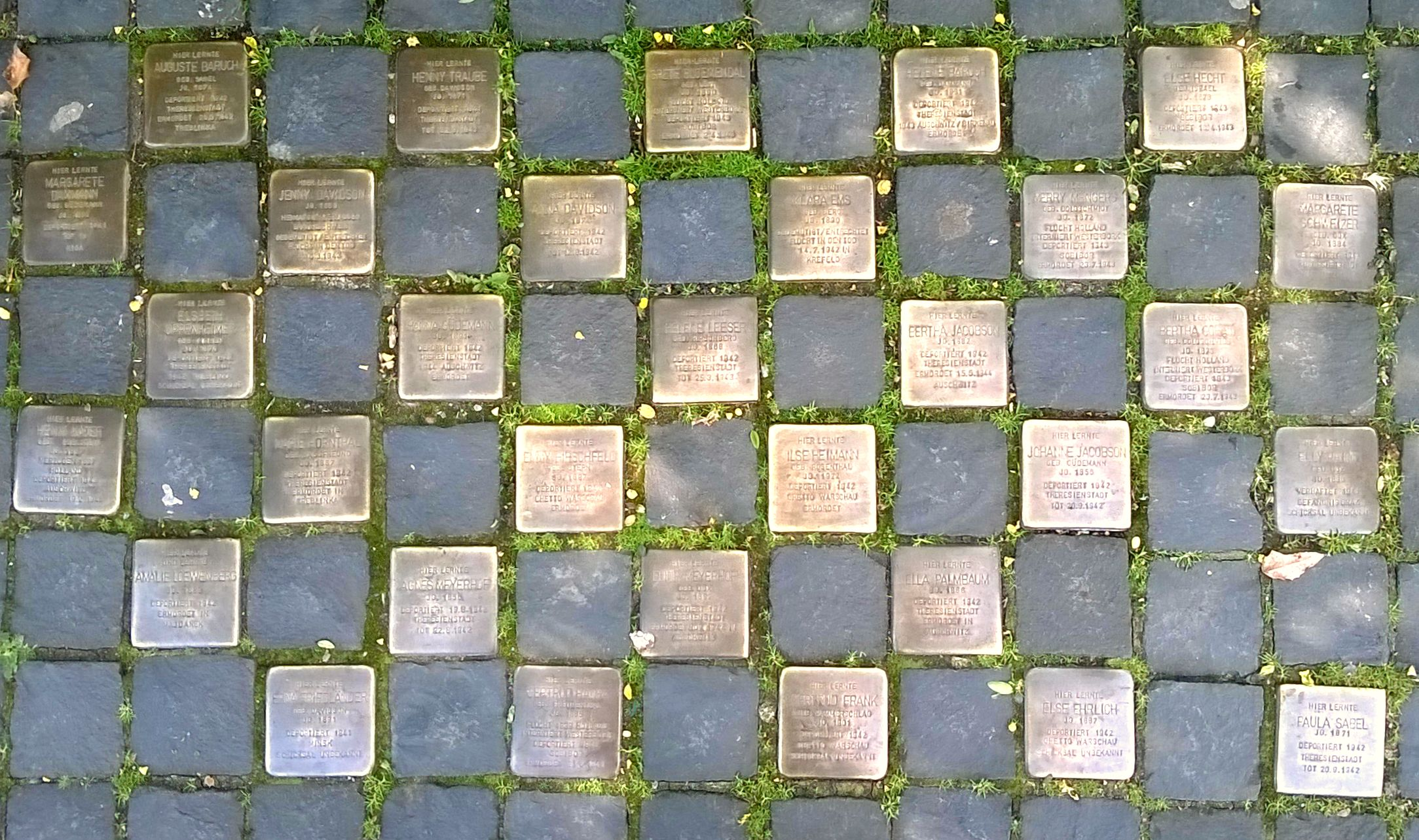
Stolpersteine vor dem Goethegymnasium in Hildesheim

Das Goethegymnasium wurde 1858 als öffentliche, höhere Schule für Mädchen unter dem Namen Städtische  Höhere Töchterschule von der Hildesheimer Bürgerschaft gegründet. Erst 1922, nach der Fusion mit der privaten Elisabethschule, einem Mädchenpensionat der wilhelminischen Oberschicht, erhielt die Schule den Namen Staatliche Goetheschule; sie war in die Trägerschaft Preußens übergegangen. In ihren ersten Jahren wurde die Schule noch von der evangelischen Kirche beaufsichtigt, stand aber faktisch immer allen drei Konfessionen, also den protestantischen, katholischen und jüdischen Schülerinnen offen.
In der Hildesheimer Neustadt, gegenüber dem 1866 von Conrad Wilhelm Hase erbauten Gymnasium Andreanum in der Goslarschen Straße erhielt die Städtische Höhere Töchterschule 1876–78 nach Plänen des Hase-Schülers Wilhelm Knoch (1844–1876) einen Neubau im historisierenden Stil der Hannoverschen Architekten mit aufwendigem Giebel und Türmen in Neo-Backsteingotik.
Gegen Ende des Zweiten Weltkriegs wurde ihm die katholische Marienschule angegliedert. Dadurch stieg die Zahl der Schülerinnen 1944 auf über 1.500. Das Backsteingebäude wurde gegen Kriegsende fast völlig zerstört, lediglich der rechte Flügel blieb teilweise erhalten. Der Wiederaufbau inklusive Turnhalle und Mittelbau war erst 1955 abgeschlossen. Den heutigen Namen trägt die Schule seit 1957. Im Jahre 1964 war sie mit bereits wieder 850 Schülerinnen die größte höhere Schule Hildesheims. Im selben Jahr wurde das bisher zur Schule gehörige Kindergartenseminar ausgegliedert, hieraus entwickelte sich über mehrere Zwischenstadien eine Fachhochschule für Sozialpädagogik.
Die Koedukation wurde am 1. August 1971 eingeführt, im selben Jahr erfolgte die Einführung von Russisch als Pflichtwahlfach. 1975 wurde statt der ersehnten Aula, für die die Elternschaft bereits 50.000 DM gesammelt hatte, der Mode der Zeit entsprechend für 120.000 DM ein Sprachlabor errichtet.
1992 zog die Orientierungsstufe Stadtmitte mit in das Schulgebäude ein, was später einen Anbau erforderlich machte. Die Orientierungsstufe wurde im Jahre 2004 aufgelöst, so dass deren Räume wieder genutzt werden konnten.
Zum Schuljahr 1993 führte das Goethegymnasium die Ganztagsbetreuung ein, welche zuvor in einem Modellversuch erprobt worden war. Weitere Veränderungen brachten die Einweihung der neuen Mehrzweckhalle und der neuen Mensa im Jahre 2005 und die Sanierung des Schulhofes im Jahre 2006.

## Schwerpunkte
Ein besonderes Gewicht wird am Goethegymnasium traditionell auf die Musikerziehung gelegt. Heute finden Feiern, musikalische Veranstaltungen und Theateraufführungen in der modernen Mehrzweckhalle statt. Es gibt aber ebenso Schwerpunkte auch in allen anderen Bereichen.

## Verkehrsanbindung
Das Goethegymnasium kann mit dem Fahrrad sowohl von der Braunschweiger Straße im Süden als auch von der Goslarschen Straße im Norden angefahren werden. Parkmöglichkeiten für PKW bestehen nur begrenzt in diesem dichtbebauten Stadtgebiet. Die Haltestelle für den öffentlichen Personennahverkehr heißt Hindenburgplatz und befindet sich im Norden an der Goslarschen Straße.

## Bekannte Schülerinnen und Schüler
- Frieda Loebenstein (1888–1968), Musikpädagogin und Benediktinerin[6]
- Klara Löbenstein (1883–1968), Mathematikerin[6]
- Agnes Meyerhof (1856–1942), bildende Künstlerin und Kunstgewerblerin[7]
- Leonie Meyerhof (1858–1933), Schriftstellerin und Frauenrechtlerin
- Lotti Mühe (1910–1981), Olympiasiegerin im Brustschwimmen 1928
- Ingeborg Wessel (1909–1993), deutsche Hals-Nasen-Ohren-Ärztin und Autorin von NS-Propaganda- und Erinnerungsliteratur über ihren Bruder Horst Wessel